# 顶点 (图论)

一个有六个顶点和七条边的图，其中最左边标号为6的顶点是一个叶子顶点，或称终端顶点

在数学中，更确切地说，在图论中，一个顶点（vertex，或多个顶点，vertices）或节点（node）是构成图的基本单位：一个无向图包括一个顶点的集合和一个边（顶点的无序对）的集合，而一个有向图包括一个顶点的集合和一个弧（顶点的有序对）的集合。在一个图的示意图中，一个顶点通常表示为一个带标号的圆形，而一条边表示为连接两个顶点的一条直线或一个箭头。
站在图论的角度上，顶点被视为无特征且不可分割的对象，虽然因为该图的用途不同，他们可能有额外的结构；例如，一个语义网络是一个图，其顶点表示的是概念或对象的类别。
两个被一条边所连接的顶点称作该边的端点，且可以说该边从一个点入射向另一个点。如果一个图包含一条边(v,w)，则可以说顶点w相邻顶点v。顶点v的邻域是该图的一个导出子图，由所有与v相邻的顶点组成。

## 顶点的类型

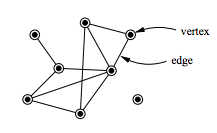
有八个点（其中一个点为孤立顶点）和十条边的样例网络。

一个顶点的度，表示为𝛿(v)，指的是在图中与这个顶点相连的边的数量。 一个孤立顶点是一个度为0的顶点：即不是任何一条边的端点的顶点（样例图像描述了一个孤立顶点）。 一个叶子顶点（亦称终端顶点）是一个度为1的顶点。在一个有向图中，可以分清某个节点的出度（从该节点指向其他节点的边的数量），表示为𝛿 +(v)，入度（从其他节点指向该节点的边的数量），表示𝛿−(v)；源点是一个入度为0的顶点，而汇点则是一个出度为0的顶点。简单点是其邻接点形成一个团的点，团中任意两个点均相连。 完全点是一个连接了其余顶点的顶点。
分割点是一个删去后会导致剩余图不再连通的顶点；顶点分割集是一个删去后会导致剩余图不再连通的顶点集合。 K-顶点连通图是指一个删去少于k个点总会使剩余图保持连通的图。独立集是一个没有任意一对顶点相连的集合，而覆盖是一个顶点的集合，图中任意一条边都至少有一个端点在此集合中。
如果图的对称性能使得任何顶点映射到任何其他顶点，则该图是顶点传递图。在图枚举和图同构的讨论中，区分已标记顶点和未标记顶点是很重要的。已标记顶点是一个带有额外信息的顶点，使其能够区别于其他标记的顶点；只有当两个图的顶点能有相同的标记节点时，两个图才认为是同构的。仅当基于其于图中的邻接点而不基于任何额外信息时，一个未标记的顶点才可以替代任何其他的顶点。
圖的頂點和多邊形的頂點有需多的相似之處，因此容易被混淆。多邊形的頂點和邊可以合起來被視為是一個圖，但是多邊形還額外描述了頂點的幾何位置，事實上，多邊形定義出來的圖一定是平面圖。多邊形的點的頂點圖則類似於圖的頂點的鄰居。
图论中的顶点类似于多面体中的顶点，但还是有区别：多面体的网络骨架形成的图形其顶点为多面体的顶点，但多面体顶点具有图理论中不存在的附加结构（其几何位置）。多面体的顶点图类似于图论中的顶点邻域。